# 古斯尼
48°56′34″N 22°51′8″E / 48.94278°N 22.85222°E
古斯尼（烏克蘭語：Гусний）是烏克蘭西部的村莊，隸屬外喀爾巴阡州的烏日霍羅德區。該村始建於1599年，面積11.2平方公里，海拔高度722米，2001年人口86，人口密度每平方公里7.68人。